# Wahlkreis Uxbridge and South Ruislip

Der Wahlkreis Uxbridge and South Ruislip mit den Grenzen von 2007

Uxbridge and South Ruislip ist ein Wahlkreis in London für das britische Unterhaus. Der Wahlkreis wurde für die Britische Unterhauswahl 2010 in seiner heutigen Form geschaffen und liegt im London Borough of Hillingdon im Westen Londons. Zu dem Gebiet innerhalb des Wahlkreises zählen unter anderem Uxbridge, Teile von Hillingdon sowie das Gebiet der Brunel University. Er entsendet einen Abgeordneten ins Parlament.

## Geschichte
Der Wahlkreis wurde aus den ehemaligen Wahlkreisen Uxbridge und Ruislip-Northwood geschaffen. Sein erster Abgeordneter war John Randall; ihm folgte nach den Britischen Unterhauswahlen 2015 Boris Johnson, der von Juli 2019 bis September 2022 als Premierminister des Vereinigten Königreichs amtierte. Im Juni 2023 legte Johnson sein Unterhausmandat nieder. Die Nachwahl am 20. Juli 2023 gewann Steve Tuckwell, wie seine beiden Vorgänger Mitglied der Conservative Party, mit 13.965 Stimmen (= 45,2 %) vor Danny Beales (Labour Party), der 13.470 Stimmen erhielt (= 43,6 %). Bei den Unterhauswahlen 2024 fiel der Sitz an Beales und damit erstmals an einen Labour-Kandidaten.
Der Wahlkreis wies im April 2013 eine Arbeitslosigkeit von lediglich 2,5 % auf, die damit deutlich niedriger liegt als im nationalen Durchschnitt von 3,8 %.

## Wahlergebnisse
| Unterhauswahl 2019: Uxbridge and South Ruislip | Unterhauswahl 2019: Uxbridge and South Ruislip | Unterhauswahl 2019: Uxbridge and South Ruislip | Unterhauswahl 2019: Uxbridge and South Ruislip | Unterhauswahl 2019: Uxbridge and South Ruislip |
| Partei                                         | Kandidat                                       | Stimmen                                        | %                                              | ±                                              |
| ---------------------------------------------- | ---------------------------------------------- | ---------------------------------------------- | ---------------------------------------------- | ---------------------------------------------- |
| Conservative Party                             | Boris Johnson                                  | 25.351                                         | 52,6                                           | + 1,8                                          |
| Labour Party                                   | Ali Milani                                     | 18.141                                         | 37,6                                           | - 2,4                                          |
| Liberal Democrats                              | Joanne Humphreys                               | 3.026                                          | 6,3                                            | + 2,3                                          |
| Green                                          | Mark Keir                                      | 1.090                                          | 2,3                                            | + 0,4                                          |
| UK Independence Party                          | Geoffrey Courtenay                             | 283                                            | 0,6                                            | - 2,8                                          |
| Official Monster Raving Loony Party            | Lord Buckethead                                | 125                                            | 0,3                                            | N/A                                            |
| Parteiloser                                    | Count Binface                                  | 69                                             | 0,1                                            | N/A                                            |
| Parteiloser                                    | Alfie Utting                                   | 44                                             | 0,1                                            | N/A                                            |
| keine Bezeichnung                              | Yace „Interplanetary Time Lord“ Yogenstein     | 23                                             | 0,0                                            | N/A                                            |
| Parteiloser                                    | Norma Burke                                    | 22                                             | 0,0                                            | N/A                                            |
| keine Bezeichnung                              | Bobby Smith                                    | 8                                              | 0,0                                            | N/A                                            |
| keine Bezeichnung                              | William Tobin                                  | 5                                              | 0,0                                            | N/A                                            |
| Wahlbeteiligung                                | Wahlbeteiligung                                | 48.187                                         | 68,5                                           | + 1,7                                          |

| Unterhauswahl 2017: Uxbridge and South Ruislip | Unterhauswahl 2017: Uxbridge and South Ruislip | Unterhauswahl 2017: Uxbridge and South Ruislip | Unterhauswahl 2017: Uxbridge and South Ruislip | Unterhauswahl 2017: Uxbridge and South Ruislip |
| Partei                                         | Kandidat                                       | Stimmen                                        | %                                              | ±                                              |
| ---------------------------------------------- | ---------------------------------------------- | ---------------------------------------------- | ---------------------------------------------- | ---------------------------------------------- |
| Conservative Party                             | Boris Johnson                                  | 23.716                                         | 50,8                                           | + 0,6                                          |
| Labour Party                                   | Vincent Lo                                     | 18.682                                         | 40,0                                           | + 13,6                                         |
| Liberal Democrats                              | Rosina Robson                                  | 1.835                                          | 3,9                                            | - 1,0                                          |
| UK Independence Party                          | Lizzy Kemp                                     | 1.577                                          | 3,4                                            | - 10,8                                         |
| Green                                          | Mark Keir                                      | 884                                            | 1,9                                            | - 1,3                                          |
| Wahlbeteiligung                                | Wahlbeteiligung                                | 46.694                                         | 66,8                                           | + 3,4                                          |

| Unterhauswahl 2015: Uxbridge and South Ruislip | Unterhauswahl 2015: Uxbridge and South Ruislip | Unterhauswahl 2015: Uxbridge and South Ruislip | Unterhauswahl 2015: Uxbridge and South Ruislip | Unterhauswahl 2015: Uxbridge and South Ruislip |
| Partei                                         | Kandidat                                       | Stimmen                                        | %                                              | ±                                              |
| ---------------------------------------------- | ---------------------------------------------- | ---------------------------------------------- | ---------------------------------------------- | ---------------------------------------------- |
| Conservative Party                             | Boris Johnson                                  | 22.511                                         | 50,2                                           | + 1,9                                          |
| Labour Party                                   | Chris Summers                                  | 11.816                                         | 26,4                                           | + 3,0                                          |
| UK Independence Party                          | Jack Duffin                                    | 6.436                                          | 14,2                                           | + 11,4                                         |
| Liberal Democrats                              | Michael Cox                                    | 2.215                                          | 4,9                                            | - 15,0                                         |
| Green                                          | Graham Lee                                     | 1.414                                          | 3,2                                            | + 2,1                                          |
| Trade Unionist and Socialist Coalition         | Gary Harbord                                   | 180                                            | 0,4                                            | N/A                                            |
| Parteiloser                                    | Jenny Thompson                                 | 84                                             | 0,2                                            | N/A                                            |
| Official Monster Raving Loony Party            | Alan „Howling Laud“ Hope                       | 72                                             | 0,2                                            | N/A                                            |
| Communities United                             | Sabrina Moosun                                 | 52                                             | 0,1                                            | N/A                                            |
| The Eccentric Party of Great Britain (UK)      | Lord Toby Jug                                  | 50                                             | 0,1                                            | N/A                                            |
| Parteiloser                                    | Michael Doherty                                | 39                                             | 0,1                                            | N/A                                            |
| The Realists’ Party                            | Jane Lawrence                                  | 18                                             | 0,0                                            | N/A                                            |
| Parteiloser                                    | James Jackson                                  | 14                                             | 0,0                                            | N/A                                            |
| Wahlbeteiligung                                | Wahlbeteiligung                                | 44.811                                         | 64,3                                           | + 0,1                                          |

| Unterhauswahl 2010: Uxbridge and South Ruislip | Unterhauswahl 2010: Uxbridge and South Ruislip | Unterhauswahl 2010: Uxbridge and South Ruislip | Unterhauswahl 2010: Uxbridge and South Ruislip | Unterhauswahl 2010: Uxbridge and South Ruislip |
| Partei                                         | Kandidat                                       | Stimmen                                        | %                                              | ±                                              |
| ---------------------------------------------- | ---------------------------------------------- | ---------------------------------------------- | ---------------------------------------------- | ---------------------------------------------- |
| Conservative Party                             | John Randall                                   | 21.758                                         | 48,3                                           | Neuer Wahlkreis                                |
| Labour Party                                   | Siddharth Garg                                 | 10.542                                         | 23,4                                           |                                                |
| Liberal Democrats                              | Michael Cox                                    | 8.995                                          | 20,0                                           |                                                |
| British National Party                         | Dianne Neal                                    | 1.396                                          | 3,1                                            |                                                |
| UK Independence Party                          | Mark Wadsworth                                 | 1.234                                          | 2,7                                            |                                                |
| Green                                          | Mike Harling                                   | 477                                            | 1,1                                            |                                                |
| English Democrats                              | Roger Cooper                                   | 403                                            | 0,9                                            |                                                |
| National Front                                 | Francis Mcallister                             | 271                                            | 0,6                                            |                                                |
| Wahlbeteiligung                                | Wahlbeteiligung                                | 45.076                                         | 63,3                                           | Wahlkreis nicht existent                       |